# Creney-près-Troyes
Creney-près-Troyes è un comune francese di 1 621 abitanti situato nel dipartimento dell'Aube nella regione del Grand Est.

## Società

### Evoluzione demografica
Abitanti censiti